# ちょっとの雨ならがまん
『ちょっとの雨ならがまん』（ちょっとのあめならがまん）は1983年に製作された日本のパンクドキュメンタリー映画。安田潤司監督。

## 概要
映画『素晴らしき日々も狼狽える』『ファー・イースト・ベイビーズ』や伝説のハードコア・パンクバンドG.I.S.M.のオフィシャルビデオ、頭脳警察、イエロー・モンキー、LUNA SEA、globeなどのMVを監督した安田潤司が、横浜放送映画学校（日本映画大学の前身）に在校時、21歳だった1983年に監督制作した当時のパンク、ハードコパンクシーンを8mmフィルムで撮影したパンクドキュメント映画である。
タイトルは、GAUZEの曲「戦場」の歌詞から引用されている。この曲は1982年にCITY ROCKERレーベルから発売されたオムニバスアルバム「CITY ROCKERS」の中に収録されている。また、本作のエンディングにも使用されている。

## 内容
1981年頃、日本のパンク・アンダーグラウンドシーンにGAUZE 、G.I.S.M.、THE EXECUTE、THE COMESなどのハードコアパンクが登場、演奏スピード、歌詞やパフォーマンスの過激さもあり音楽雑誌の『DOLL』『宝島』をはじめ多くのメディアに取り上げられる。
この映画は当時のパンクおよびハードコアパンクを中心に活動していたバンドのライブ映像とバンド、映画監督の石井聰亙などのインタビュー、客のコメントのカットバック、THE STALIN-サルのアニメーション、カリグラフ、そしてパンクシーンを傍観する1人の少女のモノローグで構成されている。このモノローグは、ライブシーンの過激さとは対照的にとてもクールな口調で語られている。
というモノローグからラストシーンを迎え、渋谷の交差点（現・109前）で大きな白旗を掲げた少女が叫ぶ。
「少年はいつも動かない！世界ばかりが沈んでいくんだ!」

## 出演
ライブ
- G.I.S.M.
- GAUZE
- THE EXCUTE
- THE COMES
- THE CLAY
- GASTUNK
- L.S.D.
- アックスボンバー
- バチラスアーミープロジェクト(石井聰亙)
- ZELDA
- 町田町蔵+人民オリンピックショウ
- BOWS(モホークス)
- THE TRASH
- 東アジア反日武装パンク団(SAKEVI,チャーミー,ポン,ミノル)

インタビュー
- カズシ(THE CLAY)
- マリオ(G.I.S.M.)
- SHIN(GAUZE)
- ヒロ(GAUZE)
- ヒデマル(GAUZE)
- サヨコ(ZELDA)
- 町田町蔵（町田康）
- RANDY内田(G.I.S.M.)
- 石井聰亙（石井岳龍）
- 佐藤幸雄(すきすきスウイッチ)
- 木村俊樹(映画プロデューサー)
- マエダジョー
- アベ
- 川上啓之(人民オリンピックショウ、現swaraga)
- 鈴木琢(人民オリンピックショウ)
- 箕輪扇太郎(人民オリンピックショウ)
- チトセ(THE COMES)
- ヨッサン(THE CLAY)
- KAZ(THE CLAY)
- MASAMI(THE TRASH 当時)
- HIROSHI(THE TRASH)
- マーチン(THE TRASH)
- JUN(THE TRASH)
- NAMI(米屋奈巳)

- インタビュアー：唐原理恵

## スタッフ
- プロデューサー：安田潤司、唐原理恵
- 監督・撮影・編集・アニメーション:安田潤司
- 助監督：上田明輝

## 製作
「製作」としてクレジットされた「スローターハウス」とは、唐原理恵と出演者の米屋奈巳が居住していた川崎市木月（元住吉）の住宅に設けられた事務所である。本作の完成後に解散した。

## 上映
映画完成後、安田は後輩の大坪草次郎とともに、パンク映像などをリリースする「P.P.P.project」を立ち上げ、本作の上映主体とした。
1983年、文芸坐ル・ピリエで公開、SOLD OUTとなる。
1984年7月、池袋文芸坐にて開催された「オールナイト・フィルムGIG」（本作のほかに『爆裂都市 BURST CITY』(監督・石井聰互)、『闇のカーニバル』(監督・山本政志)、『アナーキー/ノットサティスファイド』（監督・太田達也）)では、会場のキャパシティが300席のところに600人のパンクスや客が集まり、会場に入りきれないパンクスが暴れて騒ぎになるが、急遽隣接する文芸坐の別館でも上映することで対応した。この上映会は同年の「黒澤明特集」に次ぐ動員記録となった。
同年8月、安田は文芸座ル・ピリエでパンクやロック映画のみを5日間上映する「PUNKS 5DAYS」を開催。本作のほかに『パンクス青の時代』『G.I.S.M.』『アジアの逆襲』(監督・石井聰互）、『闇のカーニバル』、『無防備教室』（監督・諸沢利彦）、『アナーキー/ノットサティスファイド』、『カンカンランラン』（監督・塚本雪介）、『カスッカスッ』(監督・Mオーツボ/大坪草次郎）が上映された。
以後、日本各地のミニシアターや新宿ロフト(シネロフト)などのライブハウス、京都大学西部講堂など各地で上映を重ね、延べ5万人に及ぶ動員を記録したが、1994年の上映を最後に一切の上映をやめ、ビデオ化されることもなかった。

## 再公開
最後の上映から24年が経過した2018年8月から、デジタルリマスターされた形で、安田の『ファー・イースト・ベイビーズ』（1993年）との併映という形で全国の映画館で順次公開された。
宇川直弘が主宰するメディアのDOMMUNEでは「JAPANESE HARD CORE PUNK MOVIE / 安田潤司の世界」という特番も組まれた。